# Bakerganj
Bakerganj è un sottodistretto (upazila) del Bangladesh situato nel distretto di Barisal, divisione di Barisal. Si estende su una superficie di 417,20 km² e conta una popolazione di 336.706 abitanti (dato censimento 1991).